# Khánh Thận Công chúa
Khánh Thận Công chúa (慶愼公主, 1366 - 29 tháng 4, 1426) là công chúa nhà Triều Tiên, trưởng nữ của Triều Tiên Thái Tổ và Thần Ý Vương hậu.

## Cuộc sống
Bà là con gái trưởng của Thái Tổ Đại vương Lý Thành Quế và Thần Ý Vương hậu Hàn thị. Khánh Thận Công chúa kết hôn với Lý Bách Khanh (李伯卿, sau là Lý Ái), con trai của Lý Cư Dịch (李居易). Bà qua đời ngày 29 tháng 4, 1426.

## Gia quyến
- Tổ phụ: Hoàn Tổ Đại vương
- Tổ mẫu: Ý Huệ Vương hậu
  - Bá phụ: Hoàn Phong Đại quân Lý Nguyên Quế
  - Thúc phụ: Nghĩa An Đại quân Lý Hòa
  - Phụ hoàng: Thái Tổ Đại vương
  - Mẫu hậu: Thần Ý Vương hậu 
    - Vương huynh: Trấn An Đại quân Lý Phương Vũ
    - Vương huynh: Định Tông Đại vương Lý Phương Quả
    - Vương huynh: Ích An Đại quân Lý Phương Nghị
    - Vương huynh: Hoài An Đại quân Lý Phương Cán
    - Vương đệ: Thái Tông Đại vương Lý Phương Viễn
    - Vương đệ: Đức An Đại quân Lý Phương Diễn
    - Vương muội: Khánh Thiện Công chúa
- Khánh Thận Công chúa (慶愼公主)
  - Phò mã: Thượng Đảng Phủ viện quân(上黨府院君)·Cảnh Túc công(景肅公) Lý Ái (李薆)
    - Trưởng tử: Lý Hậu (李厚)